# Rotation synchrone
Ne doit pas être confondu avec Orbite synchrone.

Le verrouillage gravitationnel conduit la Lune à avoir un mouvement de rotation sur son axe en autant de temps que ce qu'elle met pour parcourir une orbite autour de la Terre. En dehors des effets de libration, cela mène la Lune à avoir toujours la même face orientée vers la Terre, comme montré sur l'animation de gauche (Lune montrée en vue polaire, dessin pas à l'échelle).
Si la Lune ne tournait pas du tout sur elle-même, elle montrerait périodiquement sa face « avant » et sa face « arrière » lors d'une révolution, comme illustré sur l'animation de droite.

La lune étant en rotation synchrone autour de la planète, les habitants du corps central ne verront jamais son côté vert.

La rotation synchrone est une caractéristique du mouvement d'un satellite naturel orbitant autour de sa planète qui se manifeste lorsque la période de rotation du satellite est synchrone avec sa période de révolution : le satellite présente alors toujours la même face vue de la planète,. C’est le cas pour la Lune en orbite autour de la Terre. On parle alors de verrouillage gravitationnel ou verrouillage par effet de marée.
La rotation synchrone ne concerne pas seulement les satellites naturels des planètes mais aussi tout objet en orbite autour d'un autre. Elle peut concerner l’un des deux objets (généralement le moins massif) ou les deux (comme Charon et Pluton).
En absence de perturbation externe, tout objet en orbite circulaire autour d’un autre aboutira en un temps fini à une rotation synchrone. Toutefois, ce ne sera pas nécessairement le cas si l'orbite est assez excentrique, comme le montre la stabilité de la résonance spin-orbite 3:2 de Mercure, dont l'excentricité orbitale est 0,2.
Cette caractéristique se distingue de la résonance orbitale qui ne fait pas appel à la période de rotation et concerne les mouvements relatifs de plusieurs satellites d'un même astre.

## Description
L'attraction gravitationnelle entre deux corps produit une force de marée sur chacun d'eux, les étirant dans la direction de l'axe planète-satellite. Si les corps en question sont suffisamment flexibles et que la force de marée est suffisamment forte, ces corps seront légèrement déformés. Comme la plupart des lunes et tous les corps astronomiques de grande taille sont sphériques sous l'action de leur propre gravité, l'action des forces de marée les rend légèrement prolates (cigaroïdes).
Dans le cas des systèmes lune-planète, cette forme allongée est instable[réf. souhaitée]. Supposons que le satellite tourne plus vite sur lui-même qu'autour de sa planète, et que sa planète tourne plus vite sur elle-même que le satellite ne tourne autour d'elle (le phénomène sera le même si le contraire est vrai, seuls les signes seront inversés). Entraînées par la rotation du satellite, les protubérances soulevées par la marée de la planète se retrouveront en avance ; la force gravitationnelle de la planète exercera alors un couple sur chaque protubérance, qui aura pour effet de ralentir la rotation du satellite. Chacune des deux protubérances a tendance à revenir sur sa position stable, elles contribuent toutes les deux à freiner la rotation de la planète.
L'effet dépend des forces de friction qui sont nécessaires pour déplacer ces protubérances, il peut être moindre si les protubérances sont plus fluides (marées océaniques ou atmosphériques).
Par le principe d'action et de réaction, le couple appliqué par la planète sur le satellite agit en réaction sur le mouvement orbital du couple planète-satellite (comme un astronaute qui serre un boulon se met à tourner autour du boulon). Le moment angulaire orbital augmente précisément autant que le moment angulaire rotationnel du satellite diminue[réf. souhaitée].
Si la révolution du satellite est plus rapide que la rotation de la planète (ce qui est le cas de Phobos autour de Mars, ainsi que de plusieurs des lunes intérieures d'Uranus), les forces de marée de la planète auront tendance à faire diminuer la vitesse de rotation du satellite sur lui-même et décroître son rayon orbital, ce qui placera le satellite sur une orbite descendante où il orbitera plus vite (énergie cinétique acquise par l'énergie potentielle de la chute). Le gain de moment angulaire de rotation du satellite sur lui-même accroît encore cette tendance, car il est pris sur le moment angulaire de révolution. Ainsi, Phobos finira par s'écraser sur la surface de Mars.
De la même façon, les marées soulevées par le satellite sur sa planète vont avoir tendance à synchroniser la rotation de cette dernière avec la révolution de son satellite[réf. souhaitée] ; dans le cas d'une rotation de la planète sur elle-même plus rapide que la révolution du satellite autour de la planète, les protubérances de la planète vont exercer un couple net sur le satellite qui aura pour effet de le « pousser » dans le sens de son orbite, et donc de le forcer à s'éloigner, et dans le même temps, de ralentir la rotation de la planète sur elle-même. Par exemple, la rotation de la Terre est ralentie par la Lune, ce qui s'observe sur les durées de temps géologiques, telles que présentes dans les fossiles.
Dans le cas du système Terre-Lune, la distance les séparant augmente de 3,84 cm par an (étude par Lunar Laser Ranging).
Dans le cas des petites lunes, de forme irrégulière, ces forces auront tendance à aligner le plus grand axe de la lune avec le rayon orbital, et le plus petit axe avec la normale à l'orbite.

## Exemples d'objets en rotation synchrone
Une grande partie des lunes du système solaire sont en rotation synchrone avec leur planète, car elles orbitent à de faibles distances de leur planète et la force de marée augmente rapidement avec la diminution de cette distance (le gradient gravitationnel est proportionnel à l'inverse du cube de la distance).
En outre, la période de rotation de Mercure est exactement égale aux deux tiers de sa période de révolution autour du Soleil.
Plus subtilement, Vénus est (quasiment) en rotation synchrone avec la Terre, de sorte que toutes les fois où Vénus est en conjonction inférieure, Vénus présente (presque exactement) la même face à la Terre. Mais les forces de marée impliquées dans la synchronisation Vénus-Terre sont extrêmement faibles et il se peut que ce ne soit qu'une coïncidence, valable à notre « époque astronomique », d'autant plus que cette synchronisation n'est pas exacte (voir à l'article « L'hypothétique synchronisation Terre-Vénus »).
Deux planètes naines, Pluton et Éris, sont toutes deux en rotation synchrone avec leur lune respective (Charon et Dysnomie), et vice-versa ; ainsi, tout comme la Lune avec la Terre, ces dernières présentent toujours la même face à leur planète respective, mais de plus évoluent sur leur orbite géostationnaire et paraissent donc immobiles dans le ciel. Cette configuration de synchronisation complète est également observée parmi certaines étoiles binaires, comme la paire HD 156324 Aa/Ab. La paire formée par l'étoile Tau Bootis et l'exoplanète Tau Bootis b semble aussi être dans ce cas,,.
En général, tout objet qui orbite pendant de longues périodes à proximité d'un autre objet beaucoup plus massif est susceptible d'être en rotation synchrone avec celui-ci. 

On suppose que les étoiles binaires proches sont mutuellement en rotation synchrone.
De même, on pense que des planètes extrasolaires qui ont été détectées à proximité de leur étoile sont en rotation synchrone avec celle-ci.

## Conventions géographiques
Sur les corps en rotation synchrone, le premier méridien (longitude 0°) est habituellement pris comme étant le méridien passant par la position moyenne du point faisant face au corps primaire.
Par suite, outre les hémisphères nord et sud définis classiquement, on définit aussi habituellement pour ces corps les hémisphères avant (leading hemisphere en anglais ; centré sur 90° Ouest) et arrière (trailing hemisphere ; centré sur 90° Est), ainsi que les hémisphères faisant face (X-facing hemisphere, ou near side, near hemisphere ; centré sur 0° de longitude) et opposé au corps central (far side, far hemisphere ; centré sur 180° de longitude).